# 李嘉維
李嘉維（LEE Ka Wai，1988年8月16日—），前香港空手道運動員（2009-2022）。

## 簡歷
李嘉維自小已經十分崇拜李小龍，13歲跟隨同學參加校內空手道班，此後練習了20年左右的空手道。
2010年，李嘉維首次代表中國香港出席廣州亞運會，參加空手道男子組手75公斤以下級項目。由於對手被判犯規而棄權，李在16強淘汰敘利亞選手後便直入準決賽；卻敗於最終奪金的科威特選手。最終，他在銅牌賽以7：1輕取伊拉克選手，奪得銅牌。

### 業餘歌手
李嘉維除熱愛空手道外，亦喜歡唱歌。曾奪得香港專業教育學院聯校歌唱比賽獨唱冠軍。2009年，參加由無綫電視舉辦的《超級巨聲》，編號11，最後在第5集被淘汰。

## 主要比賽成績
- 2008年[5]
  - 亞洲青少年空手道錦標賽（馬來西亞） 銅牌

- 2009年[5]
  - 亞洲成人空手道錦標賽（佛山） 銅牌

- 2010年[5]
  - 2010年亞洲運動會 銅牌
  - 世界大學生空手道錦標賽（黑山） 銅牌

- 2011年[5]
  - 亞洲成人空手道錦標賽（廣州） 銀牌

- 2012年[5]
  - 世界一級空手道超級聯賽年終站（薩爾斯堡） 銅牌
  - 世界一級空手道杯（釜山） 金牌

- 2013年[5]
  - 世界一級空手道超級聯賽（伊斯坦堡） 銅牌
  - 世界一級空手道超級聯賽（雅加達） 銅牌
  - 東亞運動會（天津） 銀牌

- 2014年[5]
  - 2014年亞洲運動會  銀牌
  - 世界一級空手道超級聯賽（薩爾斯堡） 銅牌

- 2015年[5]
  - 東亞空手道錦標賽（香港） 金牌
  - 東亞空手道錦標賽（香港） 銀牌

- 2016年[5]
  - 世界空手道錦標賽（林茨） 第7名
  - 東亞空手道錦標賽（台北） 銅牌

- 2017年[5]
  - 世界一級空手道排名系列A（薩爾斯堡站） 銅牌

- 2019年[5]
  - 全國空手道錦標賽 （湖北及西安站） 銅牌

- 2020年[5]
  - 奧運空手道資格賽（巴黎） 第7名

## 榮譽
- 2007年：中國香港空手道總會 - 傑出運動員表現獎
- 2008年：中國香港空手道總會 - 傑出運動員表現獎
- 2009年：中國香港空手道總會 - 傑出運動員表現獎
- 2014年：中國香港空手道總會 - 傑出空手道運動員獎
- 2015年：香港特別行政區政府 - 行政長官社區服務獎狀
- 2015年：中國香港空手道總會 - 「空手道之光」獎座
- 2015年：「香港專業空手道訓練學校」創辦人
- 2021年：香港十大創業傑出青年
- 2023年：香港健身Guide 第二屆 「BeFit 全民運動3點3」《BeFit優質私人教練 》 - 第一名